# Grinkiškis

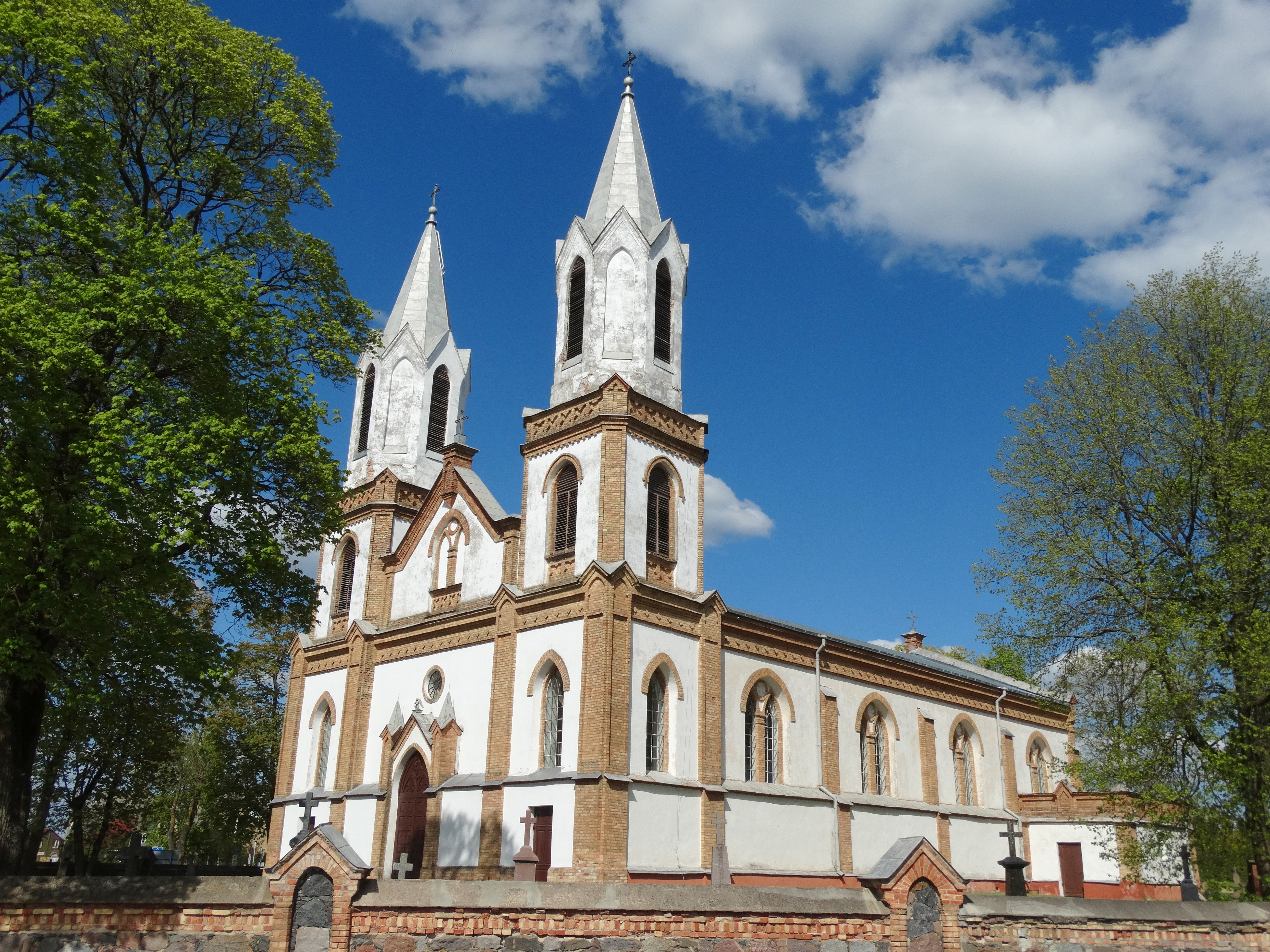
Katholische Kirche der Heimsuchung der Jungfrau Maria in Grinkiškis

Grinkiškis (Grinkiškės) ist ein „Städtchen“ (litauisch miestelis) mit 678 Einwohnern (2011) in der Rajongemeinde Radviliškis, Bezirk Šiauliai in Litauen. Es liegt an der  Fernstraße KK225, 10 km südwestlich von Baisogala, 27 km südlich von Radviliškis. Es ist das Zentrum des Amtsbezirks Grinkiškis. 
Um 1597 wurde die katholische Kirche von Grinkiškis errichtet, der heutige Bau entstand von 1884 bis 1887. Ab 1804 gab es eine Pfarrgemeindeschule, ab 1867 eine staatliche Grundschule, ab 1943 ein Progymnasium, ab 1946 ein Gymnasium und ab 1949 eine Mittelschule. Es gibt ein Postamt (LT-82034). 